# グラナティエーレ (フリゲート)
グラナティエーレ（イタリア語: Granatiere, F 585）は、イタリア海軍のルポ級フリゲート8番艦または改ルポ級、アルティリエーレ級（Artigliere）もしくはソルダティ級フリゲート（Soldati）に分類される場合は4番艦となる。艦名は擲弾兵を意味するイタリア語に由来する。

## 艦歴
「グラナティエーレ」は、リウーニティ造船リヴァ・トリゴソ造船所で建造され1983年12月1日に起工、1985年11月14日に進水し「アル＝カディーシャー（Al-Qadissiah、F-17）」と命名されるも、代金未払いのためイラク海軍への引渡しは見送られる。
その後湾岸戦争を経て国際連合の制裁措置もあり、引き受け先が宙に浮いたままであったが、1993年にイタリア海軍が購入する事となり、「グラナティエーレ」と命名され1996年3月20日に就役する。1996年から2001年まではラ・スペツィア海軍基地を母港とする。
2002年、船体修理のため短期間の整備の後に、国際活動のために2つの部隊活動に従事する。同年4月11日から7月7日まで常設大西洋海軍部隊（STANAVFORLANT、現在の第1常設NATO海洋グループ、SNMG1）に属し、9月9日から11月4日までは常設地中海海軍部隊（STANAVFORMED、現在の第2常設NATO海洋グループ、SNMG2）の下で活動する。両活動において以下の国々に立ち寄った。チュニジア・チュニス港、クロアチア・スプリト港、トルコ・アクサズ海軍基地、ギリシャ・クレタ島に寄港し、2003年にはリビア・トリポリ港に寄港する。これはイタリアとの関係融和を図るカダフィ大佐の働きかけもあり、両国の関係悪化後に初訪問したイタリア軍艦となる。
2004年から2005年にかけては任務のためターラント海軍基地には長期間の不在状態が続いた。特に2005年は広範囲に展開していた。2005年5月から7月にかけてスペイン・カディス、ポルトガル・リスボンに寄港し、ターラントには短期間の停泊の後に、インド洋に出動しアフリカの角付近におけるソマリア沖の海賊への対処活動に従事しアデン湾に展開した。この間デンマーク籍の商船の救援や難民船の保護および通過船舶の護衛にあたり、長期間にわたる活動はオマーン・サラーラ港やジブチ港を拠点にしていた。同年11月25日にターラントに帰港する。